# Haganta
Haganta® es una variedad cultivar de ciruelo (Prunus domestica), de las denominadas ciruelas europeas, es marca registrada® y Variedad club.
Una variedad de ciruela criada en 2003 por Walter Hartmann en la Universidad de Hohenheim Stuttgart Alemania, mediante el cruce de las variedades 'Cacaks Beste' x 'Valor', y se comercializó en 2005. 
Las frutas son de tamaño grande, color de piel azul brillante recubierta de abundante pruina, fina, violácea, y pulpa color amarillo a amarillo dorado cuando está completamente maduro, la fruta es de sabor armonioso, con un contenido de azúcar medio alto muy dulce.

## Sinonimia
- "Prunus Haganta"®,
- "Zwetsche Haganta"®.

## Historia
'Haganta'® variedad de ciruela obtenida por el cruce de las variedades 'Cacaks Beste' como "Parental Madre" x fecundada por el polen de la variedad 'Valor' como "Parental Padre", en 2003 por Walter Hartmann en la Universidad de Hohenheim, situada en Stuttgart, Alemania. Se comercializó en 2005 como marca registrada® Variedad club. Fue diseñada para conseguir la tolerancia al virus de la Sharka del ciruelo.
'Haganta'® recibió el galardón "AGM" (current) de la RHS en 2014.

## Características
'Haganta'® árbol de crecimiento fuerte al principio, se debilita con el inicio de la fructificación, floración media-temprana, resistente a las heladas tardías de primavera, variedad parcialmente autopolinizada, para rendimientos regulares y altos es necesario variedad de ciruela polinizadora del grupo 3. Flor blanca, que tiene un tiempo de floración que comienza a partir del 15 de abril con el 10% de floración, para el 19 de abril tiene una floración completa (80%), y para el 1 de mayo tiene un 90% de caída de pétalos.
'Haganta'® tiene una talla de tamaño grande de forma ovalada ligeramente asimétrica, con peso promedio de 33 a 42 g, y 35-38 mm de diámetro; epidermis tiene una piel azul brillante recubierta de abundante pruina, fina, violácea; valva (botánica) sutura con línea bien visible, de color algo más oscuro que el fruto. Situada en una depresión muy suave, algo más acentuada junto a cavidad peduncular; pedúnculo de longitud mediano, fuerte, leñoso, con escudete muy marcado, muy pubescente, con la cavidad del pedúnculo estrecha, poco profunda, rebajada en la sutura y más levemente en el lado opuesto; pulpa de color amarillo a amarillo dorado cuando está completamente maduro, la fruta es de sabor armonioso, con un contenido de azúcar medio alto muy dulce.
Hueso de fácil deshuesado, grande, alargado, muy asimétrico, con el surco dorsal muy ancho y profundo, los laterales más superficiales, zona ventral poco sobresaliente, superficie rugosa.
Su tiempo de recogida de cosecha es tardío en el mes de septiembre. En su conservación se mantiene hasta bien entrado noviembre.

## Usos
Se usa comúnmente como postre fresco de mesa buena ciruela de postre de fines de verano, y así mismo excelente para cocinar en pasteles, pudines y mermeladas.

## Cultivo
Variedad cultivada principalmente en Alemania, Polonia, y República Checa.

## Características y precauciones
Tolerante al virus de la Sharka del ciruelo.